# Ambroży (Kluczariow)
Ambroży, imię świeckie Aleksiej Josifowicz Kluczariow (ur. 5 marca?/17 marca 1820 w Aleksandrowie, zm. 21 sierpnia?/3 września 1901 w Charkowie) – rosyjski biskup prawosławny.

## Życiorys
Był synem kapłana prawosławnego. W 1844 uzyskał tytuł kandydata nauk teologicznych w Moskiewskiej Akademii Duchownej. Wśród jego profesorów był metropolita Filaret (Drozdow). W 1845 został magistrem teologii i został wykładowcą w seminarium prowadzonym przy Skicie Betańskim, placówce filialnej Ławry Troicko-Siergijewskiej, gdzie prowadził zajęcia z języka łacińskiego, psychologii i logiki. 17 listopada 1848 przyjął święcenia kapłańskie w cerkwi monasteru Narodzenia Matki Bożej w Moskwie. Następnie został proboszczem w parafii Kazańskiej Ikony Matki Bożej przy Bramie Kałuskiej w Moskwie. Ponadto od 1860 redagował pismo Duszepoleznoje Cztienije. Jego kazania były również publikowane na łamach innych pism prawosławnych. 4 marca 1864 otrzymał godność protoprezbitera.
Po śmierci metropolity Filareta jego następca metropolita Innocenty przekonał ks. Kluczariowa do złożenia wieczystych ślubów mniszych, co umożliwiłoby mu objęcie godności biskupiej. Aleksiej Kluczariow zgodził się i 7 listopada 1877 został mnichem, przyjmując imię Ambroży. Następnego dnia otrzymał godność archimandryty, zaś 15 stycznia 1878 został wyświęcony na biskupa możajskiego, wikariusza eparchii moskiewskiej. W kwietniu tego samego roku jego tytuł uległ zmianie na biskup dmitrowski. 22 września 1882 skierowano go do eparchii charkowskiej, gdzie urząd biskupi sprawował do końca życia. Od 1886 był arcybiskupem, od 1898 posiadał prawo noszenia na kłobuku brylantowego krzyża.
Jako biskup charkowski Ambroży (Kluczariow) wprowadził we wszystkich parafiach jednolity styl śpiewu cerkiewnego, typowy dla tradycji Kościoła Rosyjskiego (różny od lokalnych tradycji ziem ukraińskich). Otworzył 62 nowe placówki duszpasterskie i reaktywował dwa monastery. W 1884 przekształcił dotychczasowy organ prasowy eparchii w pismo religijno-filozoficzne Wiera i Razum. Zajmował się również rozwijaniem szkolnictwa cerkiewnego i zwalczał działalność prawosławnych sekt. Za jego życia wydano dwa zbiory jego kazań oraz jego pracę Żywoje Słowo, w której przedstawiał swoje poglądy homiletyczne. Zainicjował budowę soboru Zwiastowania w Charkowie, nowej katedry eparchialnej. Wzniósł także dwunastokopułową cerkiew Ozeriańskiej Ikony Matki Bożej, w której sam został pochowany.
Zmarł w 1901 po krótkiej chorobie.